# Tusengömming
Tusengömming (Cryptosphaeria eunomia) är en svampart som först beskrevs av Elias Fries, och fick sitt nu gällande namn av Karl Wilhelm Gottlieb Leopold Fuckel 1870. Tusengömming ingår i släktet Cryptosphaeria och familjen Diatrypaceae.  Arten är reproducerande i Sverige. Inga underarter finns listade i Catalogue of Life.